# Przyroda Polska
Przyroda Polska – miesięcznik wydawany przez Ligę Ochrony Przyrody, poruszający zagadnienia z zakresu ekologii, ochrony środowiska i ochrony przyrody. Czasopismo zalecane dla szkół przez Ministerstwo Edukacji Narodowej.
Format zbliżony do A4. Objętość zmienna. Pierwotnie 16 stron druku czarno-białego (później z jednobarwnymi tytułami artykułów) + barwna okładka. Od połowy lat 70. XX w. 32 strony (wraz z okładką) barwne. Aktualnie (2019 r.) 40 stron (wraz z okładką) barwnych.
Aktualnie (2019 r.) stałymi dodatkami magazynu są „Biuletyn Eko-edukacyjny” (przeznaczony dla nauczycieli przedmiotów przyrodniczych jako forum wymiany doświadczeń i miejsce popularyzacji pomysłów edukacyjnych w zakresie przyrody) oraz „Natura i Zdrowie” (popularyzujący wiedzę na temat dbałości o zdrowie i urodę).
Nakład zmienny. W 2019 r. wynosił 8000 egz., w II 2025 5000 egz.
Od numeru 10/2017 „Przyroda Polska” jest dofinansowana ze środków Narodowego Fundusz Ochrony Środowiska i Gospodarki Wodnej.
Przez długi czas Redakcja mieściła się w gmachu Ministerstwa Leśnictwa i Przemysłu Drzewnego przy ul. Reja 3/5 w Warszawie. Aktualnie (2019 r.) Redakcja mieści się w siedzibie Zarządu Głównego Ligi Ochrony Przyrody, przy ul. Tamka 37/2 w Warszawie.
Czasopismo dostępne jest drogą prenumeraty oraz w sprzedaży publicznej.
Redaktorzy naczelni:
- Ewa Kwiecień (2009 - I 2025)[3]